# Rhacophorus achantharrhena
Espèce
Statut de conservation UICN

 DD  : Données insuffisantes
Rhacophorus achantharrhena est une espèce d'amphibiens de la famille des Rhacophoridae.

## Répartition
Cette espèce est endémique de Sumatra en Indonésie. Elle se rencontre sur les volcans Bukit Kaba et Dempo entre 1 415 et 1 575 m d'altitude,.

## Publication originale
- Harvey, Pemberton & Smith, 2002 : New and Poorly Known Parachuting Frogs (Rhacophoridae: Rhacophorus) from Sumatra and Java. Herpetological Monographs, vol. 16, p. 46–92.